# U-354 (tàu ngầm Đức)
U-354 là một tàu ngầm tấn công  Lớp Type VII thuộc phân lớp Type VIIC được Hải quân Đức Quốc Xã chế tạo trong Chiến tranh Thế giới thứ hai. Nhập biên chế năm 1942, nó đã thực hiện được mười một chuyến tuần tra, đánh chìm một tàu buôn tải trọng 7.176 GRT và một tàu chiến tải trọng 1.300 tấn, đồng thời gây tổn thất toàn bộ cho một tàu chiến tải trọng 11.420 tấn và gây hư hại cho một tàu buôn tải trọng 3.771 GRT. Trong chuyến tuần tra cuối cùng tại biển Bắc Cực, U-354 bị các tàu chiến Hải quân Hoàng gia Anh hộ tống cho Đoàn tàu JW 59 thả mìn sâu đánh chìm trong biển Barents vào ngày 24 tháng 8, 1944.

## Thiết kế và chế tạo

### Thiết kế

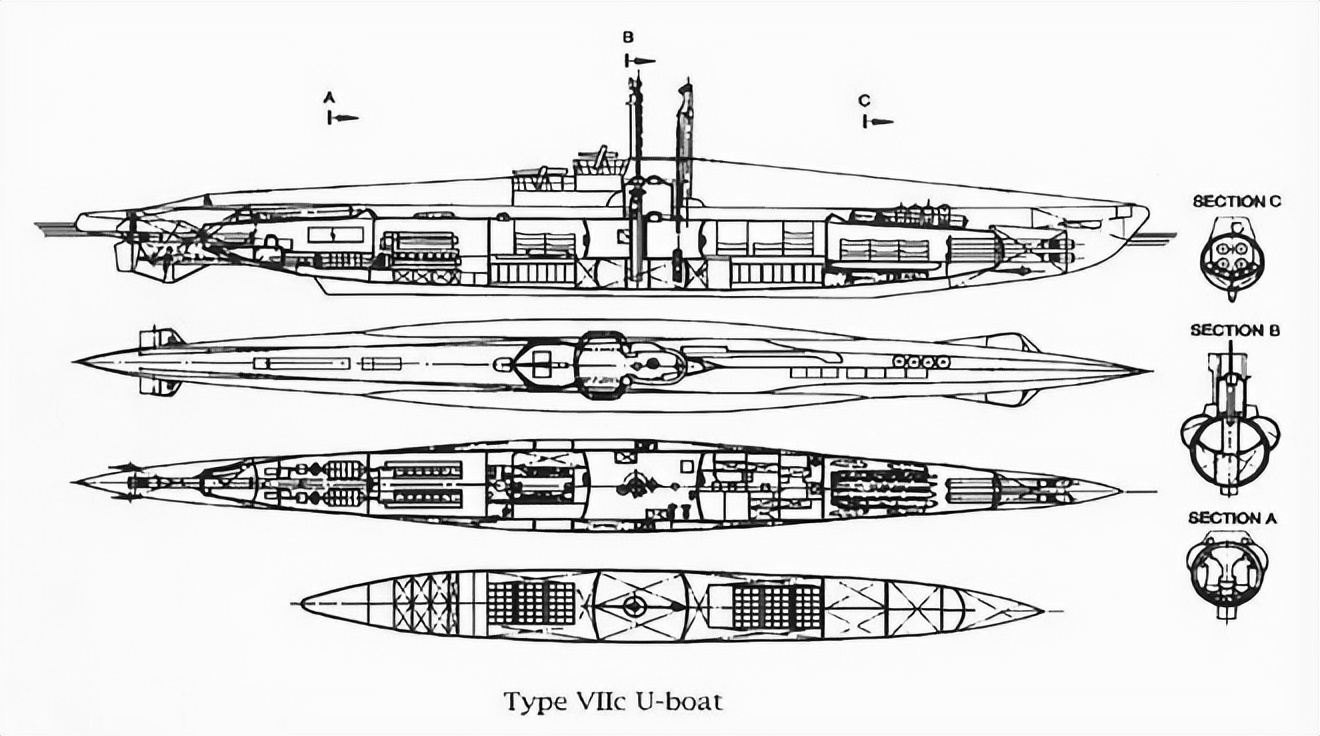
Sơ đồ các mặt cắt một tàu ngầm Type VIIC

Phân lớp VIIC của Tàu ngầm Type VII là một phiên bản VIIB được kéo dài thêm. Chúng có trọng lượng choán nước 769 t (757 tấn Anh) khi nổi và 871 t (857 tấn Anh) khi lặn). Con tàu có chiều dài chung 67,10 m (220 ft 2 in), lớp vỏ trong chịu áp lực dài 50,50 m (165 ft 8 in), mạn tàu rộng 6,20 m (20 ft 4 in), chiều cao 9,60 m (31 ft 6 in) và mớn nước 4,74 m (15 ft 7 in).
Chúng trang bị hai động cơ diesel Germaniawerft F46 siêu tăng áp 6-xy lanh 4 thì, tổng công suất 2.800–3.200 PS (2.100–2.400 kW; 2.800–3.200 bhp), dẫn động hai trục chân vịt đường kính 1,23 m (4,0 ft), cho phép đạt tốc độ tối đa 17,7 kn (32,8 km/h), và tầm hoạt động tối đa 8.500 nmi (15.700 km) khi đi tốc độ đường trường 10 kn (19 km/h). Khi đi ngầm dưới nước, chúng sử dụng hai động cơ/máy phát điện AEG GU 460/8-276 tổng công suất 750 PS (550 kW; 740 shp). Tốc độ tối đa khi lặn là 7,6 kn (14,1 km/h), và tầm hoạt động 80 nmi (150 km) ở tốc độ 4 kn (7,4 km/h). Con tàu có khả năng lặn sâu đến 230 m (750 ft).
Vũ khí trang bị có năm ống phóng ngư lôi 53,3 cm (21 in), bao gồm bốn ống trước mũi và một ống phía đuôi, và mang theo tổng cộng 14 quả ngư lôi, hoặc tối đa 22 quả thủy lôi TMA, hoặc 33 quả TMB. Tàu ngầm Type VIIC bố trí một hải pháo 8,8 cm SK C/35 cùng một pháo phòng không 2 cm (0,79 in) trên boong tàu. Thủy thủ đoàn bao gồm 4 sĩ quan và 40-56 thủy thủ.

### Chế tạo
U-354 được đặt hàng vào ngày 9 tháng 10, 1939, và được đặt lườn tại xưởng tàu của hãng Flensburger Schiffbau-Gesellschaft ở Flensburg vào ngày 15 tháng 4, 1940. Nó được hạ thủy vào ngày 10 tháng 1, 1942, và nhập biên chế cùng Hải quân Đức Quốc Xã vào ngày 22 tháng 4, 1942 dưới quyền chỉ huy của Hạm trưởng, Đại úy Hải quân Karl-Heinz Herbschleb.

## Lịch sử hoạt động

### 1942
Sau khi hoàn tất việc huấn luyện và chạy thử máy trong thành phần Chi hạm đội U-boat 5 đặt căn cứ tại Kiel, U-354 được điều sang Chi hạm đội U-boat 1 để hoạt động trên tuyến đầu từ ngày 1 tháng 10, 1942. Nó tiếp tục được điều sang Chi hạm đội U-boat 11 từ ngày 15 tháng 10, và cuối cùng là với Chi hạm đội U-boat 13 từ ngày 1 tháng 6, 1943.

#### Chuyến tuần tra thứ nhất
Sau khi thực hiện các chuyến đi ngắn từ cảng Kiel, Đức sang cảng Bergen, rồi đến Skjomen, Na Uy vào giữa tháng 10, 1942, U-354 xuất phát từ cảng này vào ngày 29 tháng 10 cho chuyến tuần tra đầu tiên trong chiến tranh. Nó hoạt động tại các vùng biển Bắc Cực và eo biển Đan Mạch về phía Đông Greenland. Vào ngày 4 tháng 11, ở vị trí ngoài khơi đảo Jan Mayen, nó đã phóng ngư lôi đánh chìm tàu Liberty Hoa Kỳ William Clark 7.176 GRT, vốn đã bị hư hại trước đó do trúng bom từ máy bay Junkers Ju 88. Chiếc tàu ngầm kết thúc chuyến tuần tra và đi đến cảng Narvik, Na Uy vào ngày 30 tháng 11.

#### Chuyến tuần tra thứ hai
U-354 rời cảng Narvik vào ngày 19 tháng 12, 1942 cho chuyến tuần tra thứ hai, và đã hoạt động trong biển Barents gần đảo Bear cho đến ngày 15 tháng 1, 1943, khi nó quay trở lại Narvik.

### 1943

#### Chuyến tuần tra thứ ba và thứ tư
Chiếc tàu ngầm sau đó đi đến cảng Trondhelm, Na Uy trong tháng 1, 1943, rồi xuất phát từ đây vào ngày 11 tháng 3 cho chuyến tuần tra thứ ba để hoạt động trong biển Na Uy. Một thủy thủ đã tự tử vào ngày 12 tháng 3; rồi đến ngày 1 tháng 4 kính tiêm vọng bị hư hại nặng do băng giá vùng cực, buộc con tàu phải kết thúc chuyến tuần tra và quay trở lại cảng Narvik ba ngày sau đó.
U-354 di chuyển từ Narvik đến cảng Hammerfest, Na Uy vào cuối tháng 4, rồi từ đây thực hiện chuyến tuần tra tiếp theo từ ngày 9 tháng 5. Nó vượt qua đảo Bear để hoạt động cho đến phía Nam quần đảo Svalbard, và kết thúc chuyến tuần tra tại Narvik vào ngày 12 tháng 6. Vào cuối tháng 6 và tháng 7, con tàu lần lượt di chuyển đến Trondhelm, và sau đó đến Skjomenfjord, Na Uy.

#### Chuyến tuần tra thứ năm
Chuyến tuần tra thứ năm của U-354 bắt đầu tại Skjomenfjord vào ngày 4 tháng 8 và kết thúc tại Narvik vào ngày 22 tháng 9, khi chiếc tàu ngầm hoạt động trong biển Barents và biển Kara. Lúc 20 giờ 21 phút ngày 27 tháng 8, trong biển Kara, nó phóng hai loạt với tổng cộng bốn quả ngư lôi tấn công một đoàn tàu Liên Xô bao gồm bốn tàu buôn và hai tàu tuần tra hộ tống, nghe thấy ba tiếng nổ, nên tự nhận đã đánh vhìm được hai tàu buôn. Thực ra đoàn tàu chỉ bao gồm hai tàu buôn cùng một tàu hộ tống, và chỉ có tàu buôn Petrovskij 3.771 GRT bị hư hại.

#### Chuyến tuần tra thứ sáu và thứ bảy
U-354 di chuyển từ Narvik đến Tromsø vào cuối tháng 10, và thực hiện chuyến tuần tra thứ sáu từ đây vào ngày 25 tháng 10 để hoạt động trong biển Na Uy chung quanh đảo Bear cho đến phía Nam quần đảo Svalbard. Nó kết thúc chuyến tuần tra tại Hammerfest vào ngày 6 tháng 12.
Chuyến tuần tra tiếp theo diễn ra từ ngày 7 tháng 12, 1943 đến khi chiếc U-boat xuất phát từ Hammerfest và kết thúc tại Narvik sau khi hoạt động trong biển Na Uy và biển Barents.

### 1944

#### Chuyến tuần tra thứ tám và thứ chín
Sau khi di chuyển đến Trondhelm vào đầu tháng 1, 1944, U-354 quay trở lại Narvik vào đầu tháng 3 để xuất phát từ đây vào ngày 8 tháng 3 cho chuyến tuần tra thứ tám. Con tàu tiếp tục hoạt động tại các vùng biển Na Uy và Barents quen thuộc cho đến khi quay trở về Narvik vào ngày 12 tháng 4.
Chuyến tuần tra tiếp theo của U-354 trong biển Na Uy, cùng xuất phát và kết thúc tại Narvik, diễn ra từ ngày 18 tháng 4 đến ngày 3 tháng 5. Sau đó con tàu di chuyển đến Bergen trong đầu tháng 5.

#### Chuyến tuần tra thứ mười
Đến cuối tháng 6, U-354 lại lần lượt di chuyển đến Bogenbucht (phía Tây Narvik), rồi đến Tromsø,  và khởi hành từ đây cho chuyến tuần tra thứ chín vào ngày 4 tháng 7. Chiếc U-boat hoạt động xa hơn lên phía Bắc đến khu vực giữa các quần đảo Svalbard và Franz Josef. Nó kết thúc chuyến tuần tra tại Narvik vào ngày 28 tháng 7.

#### Chuyến tuần tra thứ mười một - Bị mất
U-354 xuất phát từ Narvik vào ngày 21 tháng 8 cho chuyến tuần tra thứ mười một, cũng là chuyến cuối cùng, với nhiệm vụ đánh chặn Đoàn tàu JW 59 trong biển Barents. Trên đường đi vào ngày 22 tháng 8, ở vị trí về phía Tây Bắc mũi North, Na Uy, nó đụng độ với một đội đặc nhiệm tàu sân bay Anh đang tham gia Chiến dịch Goodwood, là kế hoạch không kích thiết giáp hạm Tirpitz đang neo đậu tại Altafjord. U-354 đã phóng ngư lôi đánh trúng và gây hư hại cho tàu sân bay hộ tống HMS Nabob. Một quả ngư lôi thứ hai, dự định để kết liễu Nabob, lại đánh trúng và gây hư hại nặng cho tàu frigate HMS Bickerton, đến mức thủy thủ phải bỏ tàu và đánh đắm tàu. Nabob (11.420 tấn) rút lui được về căn cứ Scapa Flow, nhưng được xem là một tổn thất toàn bộ.
Hai ngày sau đó 24 tháng 8, U-354 bắt gặp Đoàn tàu JW 59 ở vị trí về phía Đông Bắc mũi North. Tuy nhiên chiếc tàu ngầm bị lực lượng hộ tống của đoàn tàu, bao gồm các tàu sà lúp HMS Mermaid và HMS Peacock; tàu frigate HMS Loch Dunvegan; và tàu khu trục HMS Keppel, thả mìn sâu đánh chìm tại tọa độ 72°49′B 30°41′T / 72,817°B 30,683°T. Toàn bộ 51 thành viên thủy thủ đoàn của U-354 đều tử trận.

### "Bầy sói" tham gia
U-354 từng tham gia chín bầy sói:
- Eisbär (27 tháng 3 – 1 tháng 4, 1943)
- Wiking (4 tháng 8 – 15 tháng 9, 1943)
- Eisenbart (1 tháng 11 – 4 tháng 12, 1943)
- Eisenbart (8 – 28 tháng 12, 1943)
- Boreas (9 – 10 tháng 3, 1944)
- Hammer (10 tháng 3 – 5 tháng 4, 1944)
- Donner (5 – 11 tháng 4, 1944)
- Donner & Keil (20 tháng 4 – 2 tháng 5, 1944)
- Trutz (22 – 24 tháng 8, 1944)

### Tóm tắt chiến công
U-354 đã đánh chìm được một tàu buôn tải trọng 7.176 GRT và một tàu chiến tải trọng 1.300 tấn, đồng thời gây tổn thất toàn bộ cho một tàu chiến tải trọng 11.420 tấn và gây hư hại cho một tàu buôn tải trọng 3.771 GRT:
| Ngày             | Tên tàu       | Quốc tịch              | Tải trọng | Số phận          |
| ---------------- | ------------- | ---------------------- | --------- | ---------------- |
| 4 tháng 11, 1942 | William Clark | United States          | 7.176     | Bị đánh chìm     |
| 27 tháng 8, 1943 | Petrovskij    | Soviet Union           | 3.771     | Bị hư hại        |
| 22 tháng 8, 1944 | HMS Bickerton | Hải quân Hoàng gia Anh | 1.300     | Bị đánh chìm     |
| 22 tháng 8, 1944 | HMS Nabob     | Hải quân Hoàng gia Anh | 11.420    | Tổn thất toàn bộ |